# Casa y parque del distrito Cylburn
La Casa y parque del distrito Cylburn en inglés : Cylburn House and Park District es una mansión, jardín botánico, arboreto y museo de 207 acres (83.77 hectáreas) ubicado en Baltimore, Maryland. 
Los jardines están abiertos todos los días de la semana y fines de semana sin cargo alguno.

## Historia
El arboreto comenzó su andadura como una finca privada del empresario Jesse Tyson, quien inició la construcción de "Cylburn Mansion" en 1863. 
La casa, diseñada por el arquitecto del ayuntamiento de la ciudad de Baltimore George Aloysius Frederick, se completó finalmente en 1888 y se mantiene intacta, una estructura de piedra construida de gneis de las canteras de Tyson en Bare Hills, con tejado mansarda, torre y una cúpula de estilo italiano. 
Se convirtió en el "Cylburn Wildflower Center Preserve and Garden" en 1954, y en 1982 pasó a llamarse "Cylburn Arboretum Association".  
La mansión Cylburn alberga una exposición de pinturas de acuarela de flores silvestres de Maryland que está abierto al público.

## Colecciones vegetales
Hoy en día el arboreto contiene una extensa colección de árboles y arbustos leñosos basado libremente en las plantaciones originales de Tyson.
En sus colecciones de plantas se incluyen azaleas, bambú, hayas, bojes, nogales, coníferas, acebos, arces japoneses, magnolias, robles de Maryland, y viburnum.
El arboretum también incluye una serie de jardines de flores y hortalizas, así como invernaderos diseñados y construidos en la década de 1960 por Lord & Burnham. 
Los invernaderos de cultivo de plantas para los parques de la ciudad de Baltimore, no están abiertos al público en general.

## Museo de la Naturaleza Cylburn

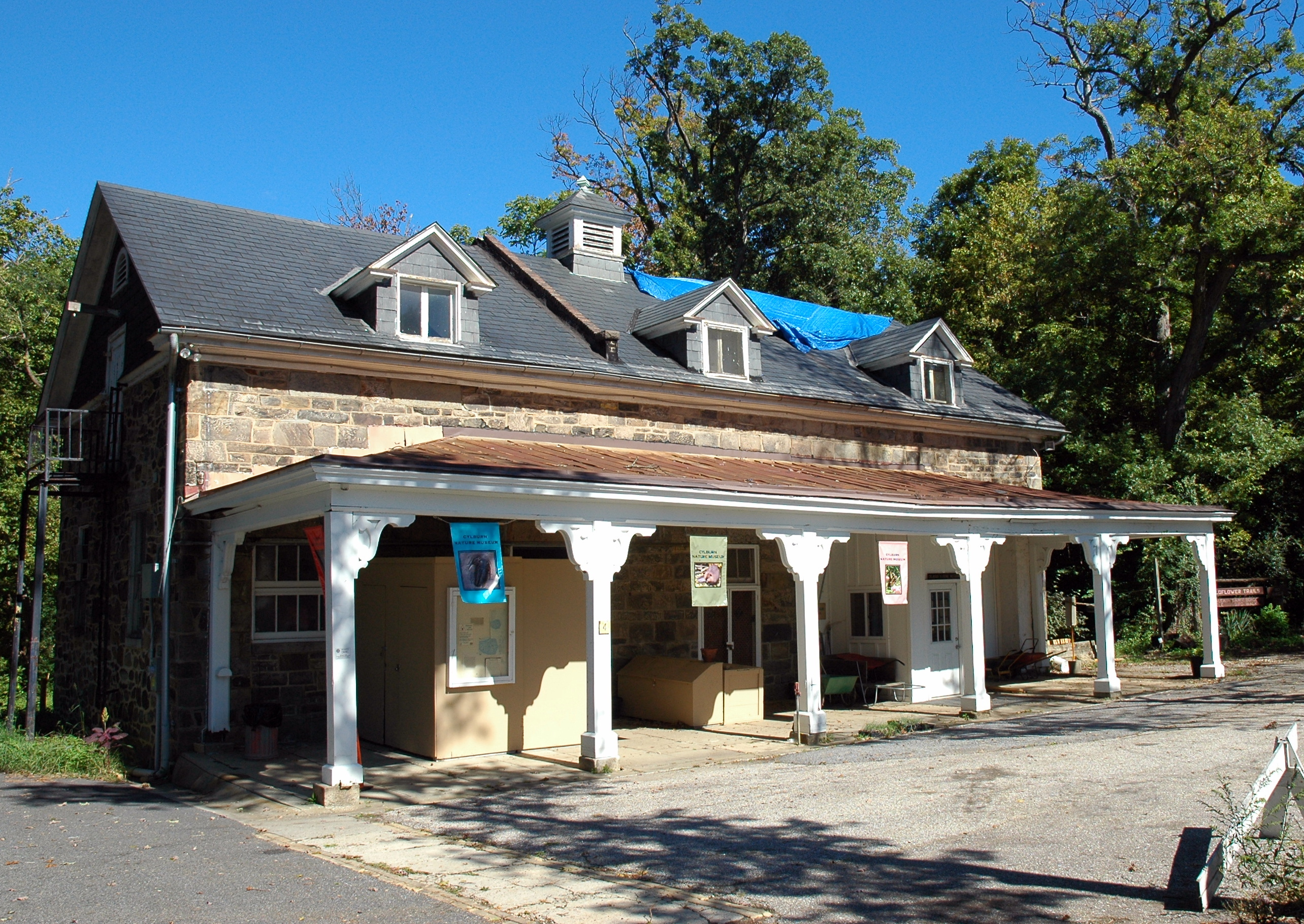
La antigua casa de los carruajes de la mansión Cylburn y actual museo de la Naturaleza

El Cylburn Nature Museum, se encuentra ubicado en la antigua casa de carruajes de la mansión. 
Se exponen objetos de historia natural de las aves Maryland, huevos de aves de finales del siglo XIX, mariposas, polillas, rocas y minerales, fósiles y conchas marinas, juegos y dioramas de hábitat. 
Muchos de los artículos están disponibles para utilizar el tacto. 
El Cylburn Nature Museum está abierto los sábados de 12pm - 3pm y domingos de 1pm - 4pm. 
El arboreto está incluido en el "Baltimore National Heritage Area".